# حسن المستكاوي
حسن نجيب المستكاوي كاتب صحفي وناقد رياضي مصري. اشتهر بمقالة يومية في جريدة الأهرام تحت عنوان ولنا ملاحظة على مدى سنوات طويلة. وله أيضا كتابات أخرى خارج إطار الرياضة،
يكتب الآن في جريدة الشروق الجديد المصرية. كما يقدم برنامج صالون المستكاوي في قناة مودرن سبورت. وهو نجل شيخ النقاد الرياضيين، الراحل نجيب المستكاوي.الاسم : حسن محمد نجيب المستكاوي

## الشهادة
بكالوريوس إدارة أعمال – كلية التجارة جامعة القاهرة عام 1974
عام 1985 : حاصل على جائزة أحسن صحفى رياضي مصري من نقابة الصحفيين.
عام 1989 : حاصل على جائزة أحسن صحفى رياضي مصري من نقابة الصحفيين.
- - عضو لجنة التحكيم لمسابقة نقابة الصحفيين في التغطية الرياضية
  - عضو لجنة تحكيم مسابقة جوائز الصحافة العربية في التغطية الرياضية
- عام 1975 : محرر رياضي تحت التمرين في جريدة الأهرام.
- عام 1976 : محرر رياضي في جريدة الكورة والملاعب.
- عام 1977 : محرر رياضي في مجلة الصقر القطرية
- عام 1979 : مدير تحرير مجلة الصقر القطرية
- عام 1981 : المسئول الرياضي في مكتب جريدة الشرق الأوسط في القاهرة.
- عام 1984 : محرر رياضي في جريدة الأهرام
- عام 1990 : نائب رئيس القسم الرياضي في الأهرام.ومدير تحرير مجلة الأهرام الرياضي.
- عام 1995 : نائب مدير تحرير الأهرام والرئيس المناوب للقسم الرياضي.
- عام 2001 : مساعد رئيس تحرير الأهرام ورئيس القسم الرياضي
- عام 2004 : نائب رئيس تحرير الأهرام ورئيس القسم الرياضي
- عام 2009: عضو مجلس تحرير صحيفة الشروق اليومية المستقلة

من عام 1981 حتى 2004 : كاتبا رياضيا في العديد من المطبوعات العربية ومنها مجلة كل الناس وجريدة العالم اليوم وجريدة الوطن القطرية والاتحاد ومجلة سوبر الإماراتية وعالم الرياضة السعودية ووجهات نظر المصرية والأهرام الرياضي والشروق المصرية.

## الكتب
1. البطولة – كتاب عن بطولة كأس العالم لكرة القدم صدر عام 1990
2. 100 سنة – ألعاب أوليمبية صدر عام 1996
3. النادى الأهلى 1907- 1997 قصة الرياضة والوطنية
4. الأهلى والزمالك – المنافسة والصراع وأشهر المباريات. وصدر عام 1998.
5. النادى الأهلى 1907 – 2007 الطبعة الثانية

## البطولات التي قام بتغطيتها
دورة الألعاب الأوليمبية في أثينا وكأس العالم لكرة القدم والألعاب العربية وبطولات عربية وأفريقية في مختلف اللعبات وبطولات عالم في لعبات كرة السلة واليد وبطولات عالم عسكرية في ألعاب القوى والملاكمة والسلة وكرة القدم ودورات الخليج لكرة القدم وغير ذلك من بطولات ومباريات.

## الرياضات التي مارسها
بطل مصر للسباحة الحرة 100 و200 متر تحت سن 12و 14و 16 ولاعب كرة ماء. ولاعب كرة قدم في ناشئ نادى المعادى حتى 21 سنة، ولاعب بفريق كلية التجارة، وعضو في منتخب جامعة القاهرة لكرة القدم في عامى 1973 و1974. وممارس للعديد من اللعبات الأخرى، مثل الإسكواش والتنس.